# 洪国藩
洪国藩（1939年12月24日—），男，浙江宁波人，中国分子生物学家，中国科学院院士，第三世界科学院院士。现任中国科学院国家基因研究中心主任。

## 生平
1964年，毕业于复旦大学生物系。1979年至1983年间，在英国剑桥MRC分子生物学实验室进修。